# Gabriel Terra
Gabriel Terra Leivas (Montevideo 1. kolovoza 1873. – 15. rujna 1942.) bio je predsjednik Urugvaja od 1931. do 1938. godine. 

## Rana karijera
Rođen je u Montevideu u bogatoj obitelji, diplomirao je na Sveučilištu u Urugvaju 1895., a nakon toga se pridružio fakultetu. 
Političku karijeru je započeo kao član stranke Coloradu za vrijeme predsjednika Joséom Batlleom y Ordóñezom u nizu vladinih uloga. Obnašao je dužnost predsjednika Komore zastupnika Urugvaja od 1923. do 1924. godine. Od 1925. bio je ministar industrije i zapošljavanja. 

## Predsjednik Urugvaja
1. ožujka 1931. preuzima dužnost predsjednika Republike za razdoblje 1931-1938. Od početka se protivio Ustavu iz 1918. godine. 31. ožujka 1933., uz podršku policije (koju je vodio njegov zet Alfredo Baldomir), vojska i većinski dio Nacionalne stranke ( koji je vodio Luis Alberto de Herrera) izveli su državni udar. Parlament je raspušten, a on je raspustio Nacionalno vijeće uprave, posebno tijelo osnovano 1919. godine za pružanje čekova i ravnoteže. Ubrzo je uslijedilo potpuno ukidanje ustava, cenzura tiska i spajanje državnih ovlasti s predsjedničkim. Postavio je vladu konzervativnog, autoritarnog i neliberalnog karaktera, u suprotnosti s Batllismom i lijevim opcijama. Donio je novi ustav 1934. godine i postavio se na izbore koji su bili sumnjivi. Razdoblje koje je stvorio državni udar naziva se Terrina diktatura. 
Osobito nakon 1933., Terra se politički više približavao nominiranom protivniku Nacionalne stranke, dr. Luis Alberto de Herrera, nego mnogim pripadnicima njegove stranke. Vladao je pretežno oštro i autoritarno, ali nastavio je većinu socijalističkih reformi koje je započeo njegov prethodnik.   
Terrin ministar unutarnjih poslova bio je Alberto Demicheli, koji je poslije postao predsjednik Urugvaja 1976. godine. Demichellijeva supruga, Sofía Álvarez Vignoli de Demicheli, bila je poznata po svojim diplomatskim aktivnostima za vrijeme Terrine diktature.[nedostaje izvor]
Terrin potpredsjednik bio je Alfredo Navarro, koji je obnašao dužnost od 1934. do 1938. godine.[nedostaje izvor]
Terra je bio poznat po tome što je u svoju vladu doveo bivše opozicijske osobe, poput Martina Echegoyena, koji je i sam kasnije postao predsjednik Urugvaja, i poput Alberta Demichelija, kasnije je značajno sudjelovao u civilno-vojnoj vladavini koja je dužnost preuzela pod vodstvom Juan Maria Bordaberry nakon 1973. godine.[nedostaje izvor]
Prekinuo je odnose sa SSSR-om i Španjolskom dok je upoznao Roosevelta i Britaniju u vezi s njegovim dugovanjima prema njima. Kasnije je sklopio blisko prijateljstvo s Hitlerom i Mussolinijem koji su mu posudili zajam bez povratka za izgradnju hidroelektrane i elektrane na jezeru Rincón del Bonete.[nedostaje izvor]
Kada mu je prestao mandat, Terra je postao predsjednik Banco de la República Oriental del Uruguay od 1938. do 1939. godine.